# Joaquim Borges de Figueiroa
Dom Joaquim Borges de Figueiroa (Lisboa, 1714 - Lisboa, 25 de setembro de 1788) foi um prelado português,  arcebispo da Bahia e Primaz do Brasil.
Foi ordenado padre já tardiamente, em 23 de setembro de 1770, quando já contava com mais de 56 anos. Foi nomeado bispo de Mariana em 11 de junho de 1771, tendo seu nome confirmado em 28 de outubro. Foi nomeado  Arcebispo de São Salvador da Bahia em 8 de março de 1773, onde ficou até 28 de agosto de 1778, quando renunciou do governo da diocese e voltou a Lisboa, onde viria a falecer.